# 薛濤

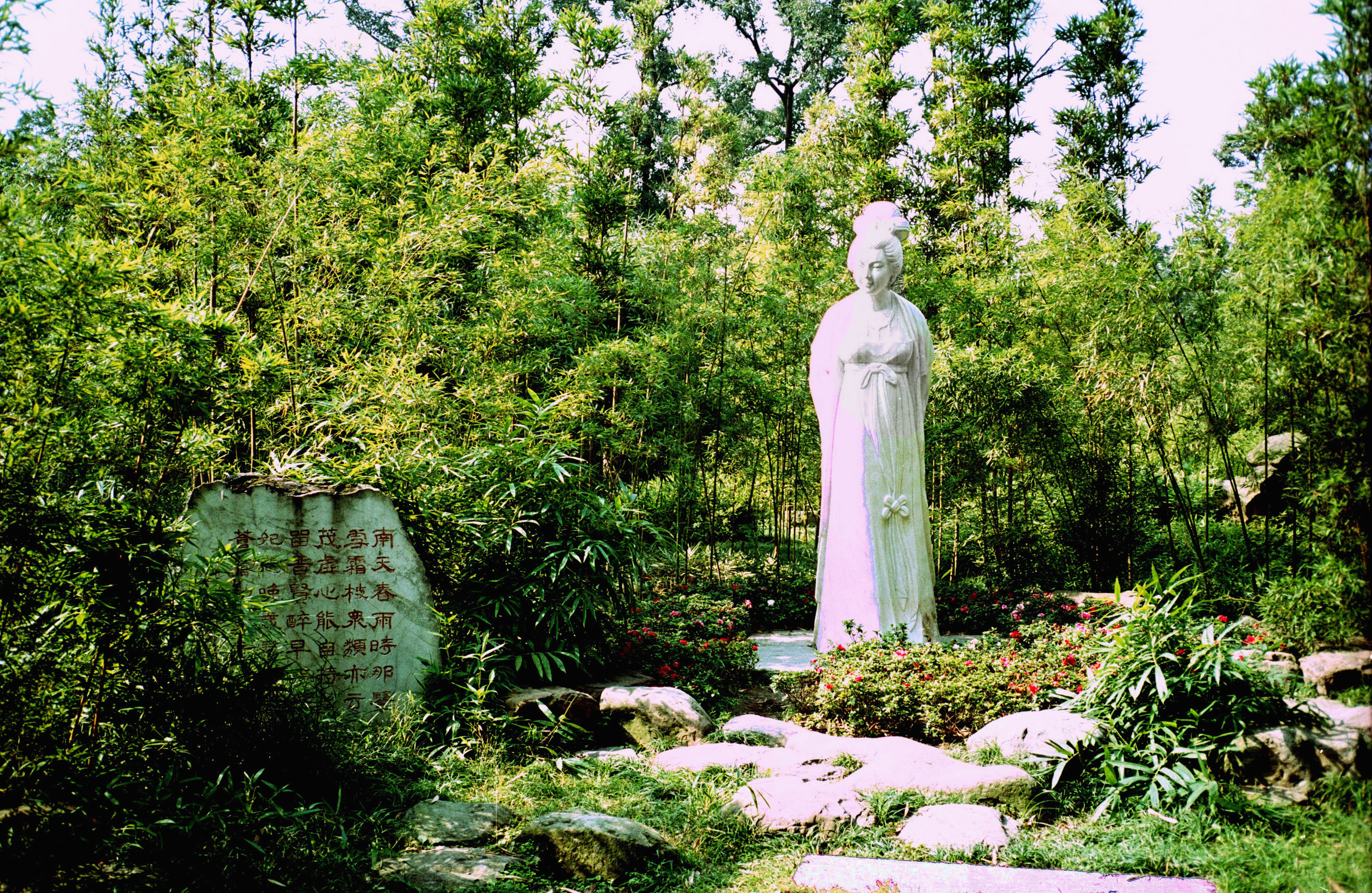
成都 望江楼公園薛濤像

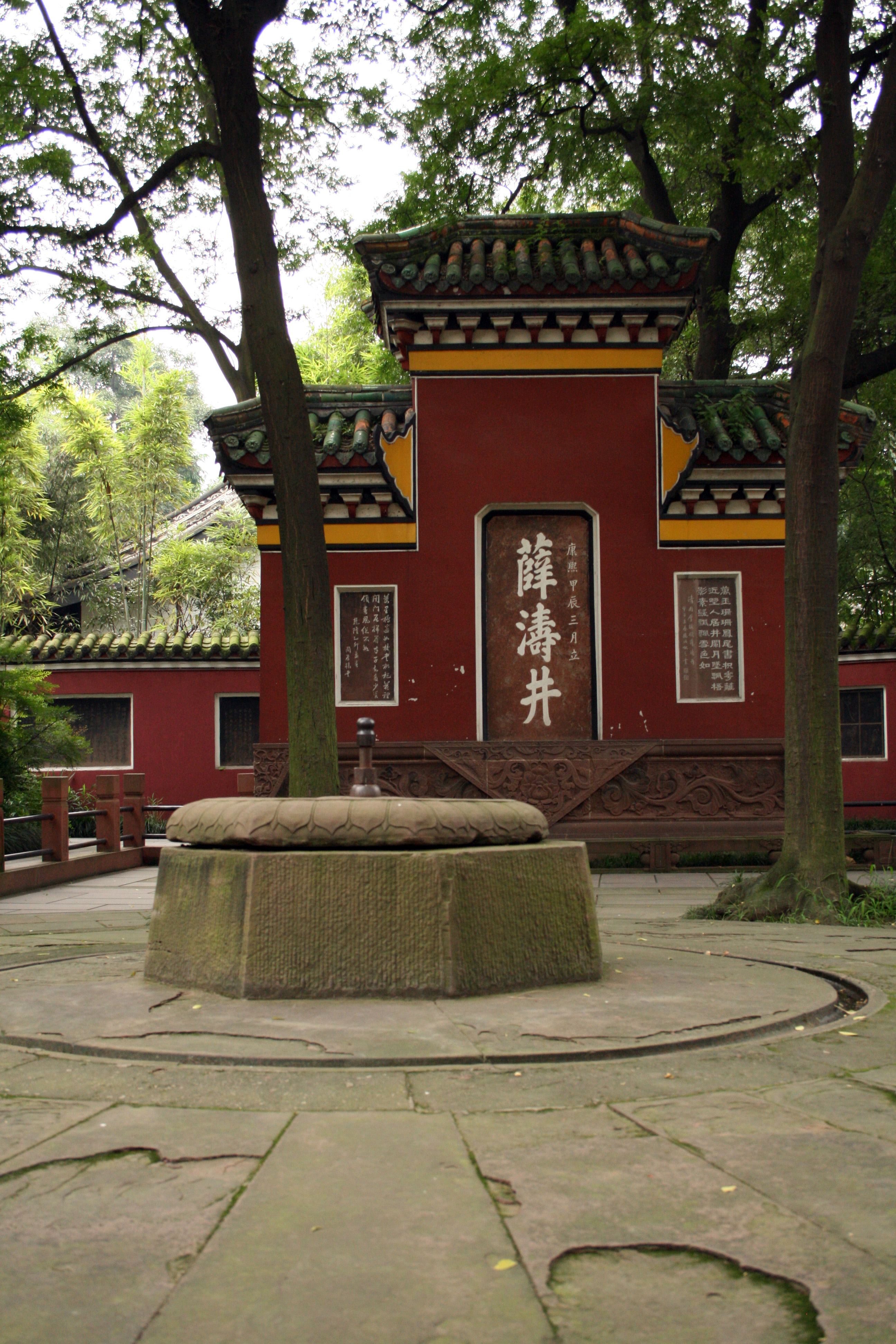
薛濤井

薛 濤（せつ とう、768年 - 831年）は、中国・唐代中期の伎女・詩人。字は洪度。魚玄機とならび詩妓の双璧と称される。

## 略歴
長安（現在の陝西省西安市）の人。
父の薛鄖の赴任とともに成都へ移り、14・15歳の頃に任地で父が亡くなり、17・18歳頃までに楽籍に入った（伎女となること）。剣南西川節度使の韋皋の屋敷に召されて酒宴に侍し、詩を賦して女校書と称せられた。浣花渓にいて、白居易・元稹・牛僧孺・令狐楚・張籍・杜牧・劉禹錫などと唱和し、名妓として知られた。なかでも元稹と親しかったという。
彼女が作った深紅の小彩がついた詩箋（色紙のようなもの）は、当時「薛濤箋」として持てはやされた。王羲之の書法を学んだ書家としても認められ、その一片は宋の宮廷に秘蔵されていたという。晩年は碧鶏坊に居住し、吟詩楼を建てた。段文昌の墓誌が残されている。

## 詩
幼くして詩才あり、8歳頃のある日父が「庭除市古桐、聳幹入雲中」と賦したところ、彼女が「枝迎南北鳥、葉送往来風」と即座に続けたという伝説がある。張為がまとめた『詩人主客図』では、薛濤の詩は「清奇雅正」と評され賈島・方干・項斯などと並べられている。
元の辛文房は「情は筆墨をつくし、翰苑崇高」とし、清の『四庫提要』では「籌邊楼」という詩に市井の女性では珍しく憂国の情が見られることを指摘している。現代では胡雲翼のように「当時の文人名士と交流しその影響を受け、技巧は熟練しているが率直な感情の表出に欠ける」と言われている。
社交が薛濤の仕事であったから、芸術家としてよりは職人に徹した作風となることは避けがたかったと思われる。
日本語版は『漢詩大系15　魚玄機・薛濤』（辛島驍訳注、集英社）  
| 送友人         |                           |
| 水国蒹葭夜有霜 | 水国の蒹葭 夜 霜有り      |
| 月寒山色共蒼蒼 | 月寒く 山色も共に蒼蒼たり |
| 誰言千里自今夕 | 誰か言う 千里 今夕よりし  |
| 離夢杳如関塞長 | 離夢 杳如として 関塞長し  |